# Диво на 34-й вулиці (фільм, 1947)
«Диво на 34-й вулиці» (англ. «Miracle on 34th Street», спочатку випущений як «Велике серце» у Великій Британії) — американська різдвяна комедійна драма 1947 року, заснована на розповіді Валентайна Дейвіса. Випущена компанією 20th Century Fox, сценаристом і режисером якої є Джордж Сітон. У головних ролях: Морін О'Хара, Джон Пейн, Наталі Вуд та Едмунд Гвенн. Події розгортаються між Днем подяки та Різдвом у Нью-Йорку та зосереджуються на особистості Кріса Крінгла, що влаштовується працювати Санта-Клаусом в універмаг Мейсіс.
Фільм став одним з найбільш популярних фільмів до Різдва в Америці та неодноразово входив до підбірок різдвяних фільмів.
1947 року фільм отримав три нагороди «Оскар», а 2005 року Бібліотека Конгресу відібрала його для збереження в Національному реєстрі фільмів США як «культурно, історично чи естетично значущий». 2009 року кіноархів Американської Академії кінематографічних мистецтв і наук також відправив «Диво на 34-й вулиці» на зберігання до архіву.
На основі кіносценарію Валентайн Дейвіс написав коротку новелу, що була опублікована одночасно з виходом фільму.

## Сюжет
Кріс Крінгл, дізнавшись, що чоловік, якому призначили роль Санти на щорічному параді до Дня подяки, п'яний скаржиться на нього директору події Доріс Вокер. Звільнивши п'яницю вона вмовляє Кріса зайняти місце Санти. Він настільки добре справляється, що універмаг вирішує його найняти зіграти Санту в магазині Macy's у Нью-Йорку на 34-й вулиці. У ролі Санти Кріс нагадує дітям, їх батькам, а згодом і всьому місту про магію Різдва.

## У ролях
| Актор           | Роль                            |
| --------------- | ------------------------------- |
| Морін О'Хара    | Доріс Вокер                     |
| Джон Пейн       | Фред Ґейлі                      |
| Едмунд Гвенн    | Кріс Крінгл                     |
| Джин Локхарт    | Генрі Кс. Гарпер                |
| Наталі Вуд      | Сьюзан Вокер                    |
| Портер Гел      | Ґренвіль Соєр                   |
| Вільям Фролей   | Чарлі Гелорен                   |
| Джером Ковен    | Томас Мара                      |
| Філіп Тонге     | Джуліан Шеллхаммер              |
| Джек Альбертсон | «Ел», сортувальник на пошті     |
| Персі Гелтон    | п'яний Санта Клаус              |
| Снуб Поллард    | працівник суду, що приніс листи |
| Телма Ріттер    | мама Пітера                     |

## Виробництво
«Диво на 34-й вулиці» було знято у Нью-Йорку, а сцени параду Macy's до Дня подяки знімали наживо під час параду 1946 року. «Це була шалена боротьба за необхідні кадри, і ми повинні були знімати кожну сцену з першого разу», — згадувала Морін О'Хара у своїх мемуарах. «Того дня було дуже холодно, і ми з Едмундом заздрили Наталі (Вуд) і Джону Пейну, які спостерігали за парадом з вікна».
Попри те, що дія фільму розгортається в різдвяний сезон, керівник студії Дерріл Занук наполягав на тому, щоб він вийшов у травні, стверджуючи, що більше людей ходять в кіно у теплу погоду. Рекламуючи фільм студія зберігала різдвяну атмосферу у секреті, а рекламний трейлер зображав вигаданого продюсера, який мандрував студією та зустрічав таких зірок, як Рекс Гаррісон, Енн Бакстер, Пеггі Енн Гарнер і Дік Хеймс, які вихваляли фільм. Крім того, на постерах до фільму на передньому плані зображалися О'Хара та Пейн, в той час, як герой Гвенна залишався на другому плані. Прем'єра фільму відбулася в Нью-Йорку в театрі Роксі 4 червня 1947 року.
Морін О'Хара спочатку не погоджувалася на цю роль, оскільки щойно повернулася до Ірландії. Однак одразу після прочитання сценарію вона передумала  і прилетіла до Сполучених Штатів для зйомок у фільмі.
Артур Джейкобсон, помічник режисера, знімав парад Macy's вранці на День подяки дев'ятьма камерами одночасно. Коли Морін О’Хара попросила поліційний супровід для різдвяних покупок у Macy’s, він сказав: «Я знаю жителів Нью-Йорка і вони не збираються звертати на тебе увагу. І не одягай бандану або темні окуляри, просто виглядай буденно».
Протягом погодження сценарію фільм зазнав багатьох змін у назві, починаючи з My Heart Tells Me, до The Big Heart, It's Only Human, Meet Me at Dawn і, нарешті, Диво на 34-й вулиці. Усі ці зміни назв відбулися протягом чотирьох місяців.

## Оцінки критиків

### Критика
«Диво на 34-й вулиці» отримав переважно позитивні відгуки критиків. Сьогодні багато хто вважає його одним із найкращих фільмів 1947 року.  На сайті Rotten Tomatoes фільм отримав рейтинг у 96% та схвалення на основі відгуків 48 критиків. Сайт стверджує: «Незаперечний доказ того, що ніжний сентименталізм може бути головним інгредієнтом чудового фільму, «Диво на 34-й вулиці» передає тепле святкове послання без перебільшень».

### Нагороди
Фільм отримав три премії «Оскар»:
- Едмунд Гвенн за найкращу чоловічу роль другого плану
- Валентайн Дейвіс за найкращий оригінальний сюжет
- Джордж Сітон за найкращий сценарій

Він також був номінований на найкращий фільм, поступившись Джентльменській угоді.
У рейтингу Американського інституту кіно фільм посів дев’яте місце у списку фільмів Америки, що найбільш надихають. У 2008 році «Диво на 34-й вулиці» було включено до списку найкращих фільмів у жанрі фентезі Американського інституту кіно. 

## Інші релізи та кольорова версія

Цей фільм був одним із перших повнометражних чорно-білих фільмів, які були розфарбовані.

У 1985 році він став одним із перших повнометражних чорно-білих фільмів, які були розфарбовані. Процес, який тривав 4 з половиною місяці, здійснювався Color Systems Technology, Inc.
Диво на 34-й вулиці у чорно-білому форматі було випущено на VHS касетах та лазерних дисках у 1987 році та у 1993 році у кольорі. 
На DVD фільм було випущено у жовтні 1999 року, а у листопаді 2006 року він був перевиданий як дводисковий DVD «Special Edition». Причому перший диск містив «повністю нову кольорову версію», виконану Legend Films. Другий диск мав оригінальну чорно-білу версію та численні додатки, в тому числі телевізійний рімейк The 20th Century Fox Hour 1955 року. Обидва диски також містили повнометражний аудіокоментар Морін О'Хара. Відтоді чорно-білий диск був перевиданий кілька разів, у тому числі в парі з рімейком 1994 року.
У жовтні 2009 року 20th Century Fox випустила чорно-білу версію на Blu-ray.
У 2017 році фільм було відновлено в роздільній здатності 4K.

## Адаптації
Існує багато рімейків фільму. Серед них бродвейський мюзикл, радіо-, театральні та лялькові вистави. Окрім того, на основі фільму було знято декілька телевізійних адаптацій. 

### Радіо
Американський радіотеатр «Люкс» тричі показував годинну адаптацію фільму: 22 грудня 1947 року, де знявся оригінальний акторський склад; 20 грудня 1948 року без участі Наталі Вуд; і 21 грудня 1954 р. Було також дві трансляції у передачі Screen Directors Playhouse: півгодинна вистава 23 грудня 1949 року; одногодинна вистава 21 грудня 1950 року. У всіх цих адаптаціях брав участь Едмунд Гвенн.

### Театр
У 1963 році вийшла бродвейська музична версія під назвою Here's Love, написана Мередіт Вілсон. У 2000 році на основі фільму було створено п'єсу, права на виробництво якої належать Samuel French, Inc.

### Лялькова вистава
У 2012 році універмаг Macy's на Геральд-сквер у Нью-Йорку показав 30-хвилинну адаптацію у формі лялькової вистави за участі бродвейських зірок Брайана Стокса Мітчелла та Вікторії Кларк.

## Цікаві факти
- Короткий уривок фільму можна побачити на екрані телевізора на кухні у фільмі «Сам удома», а також у фільмі «Дружина священника» 1996 року.
- Наталі Вуд, яка зіграла одну з головних ролей у фільмі — американська акторка українського походження.
- У неперекладеному діалозі з голландською дівчинкою Кріс запитує її, що вона хоче на Різдво. Вона відповідає, що нічого не хоче, і каже, що отримала свій подарунок, коли її удочерила нова мама.
- Пісенька, яку співає маленька голландська дівчинка, звучить так: "Sinterklaas Kapoentje, Leg wat in mijn schoentje, Leg wat in mijn laarsje, Dank je Sinterklaasje!" (укр. "Святий Миколай маленький бешкетник, поклади щось у мій маленький чобіток, поклади щось у мій маленький чобіток, дякую тобі, маленький Святий Миколай!")
- Едмунд Гвенн набрав тридцять фунтів, щоб зіграти Кріса.
- Сцени параду до Дня подяки в Macy's — це кадри з реального параду, що відбувся в 1946 році.
- Алвін Ґрінман, який грав Альфреда, був останнім актором, що залишався в живих на момент його смерті 14 липня 2016 року у віці 86 років.
- Алвін Ґрінман є єдиним актором, який знявся в обох фільмах «Диво на 34-й вулиці» 1947 і 1994 року в ролі Альфреда.
- Це єдиний різдвяний фільм, де хтось отримав «Оскар» за роль Санти.

## Місця зйомок
- універмаг Мейсіс — 151 West 34th Street, Мангеттен, Нью-Йорк
- вулиця якою йде Кріс на початку фільму — Медісон-авеню, Мангеттен, Нью-Йорк
- будинок мрій Сюзан — 24 Derby Road, Порт Вашингтон, Лонг-Айленд, Нью-Йорк
- сцена на початку параду до Дня подяки — Центральний парк, Central Park West & West 77th Street, Мангеттен, Нью-Йорк
- магазинчик Lillian Schary Waldman Inc. — 19 East 61st Street, Мангеттен, Нью-Йорк
- універмаг Ґімбелс — 100 West 32nd Street, Мангеттен, Нью-Йорк
- будівля Верховного Суду — 60 Centre Street, Мангеттен, Нью-Йорк